# Omgång 3 i kvalspelet till världsmästerskapet i fotboll 2022 (Concacaf)
Omgång 3 i kvalspelet till världsmästerskapet i fotboll 2022 (Concacaf) är den tredje av tre omgångar i Concacaf:s kvalspel till världsmästerskapet i fotboll 2022 i Qatar.

## Tabell
| Nr | Lag         | S  | V | O | F  | GM | IM | MS  | P  |
| -- | ----------- | -- | - | - | -- | -- | -- | --- | -- |
| 1  | Kanada      | 14 | 8 | 4 | 2  | 23 | 7  | +16 | 28 |
| 2  | Mexiko      | 14 | 8 | 4 | 2  | 17 | 8  | +9  | 28 |
| 3  | USA         | 14 | 7 | 4 | 3  | 21 | 10 | +11 | 25 |
| 4  | Costa Rica  | 14 | 7 | 4 | 3  | 13 | 8  | +5  | 25 |
| 5  | Panama      | 14 | 6 | 3 | 5  | 17 | 19 | −2  | 21 |
| 6  | Jamaica     | 14 | 2 | 5 | 7  | 12 | 23 | −11 | 11 |
| 7  | El Salvador | 14 | 2 | 4 | 8  | 8  | 18 | −10 | 10 |
| 8  | Honduras    | 14 | 0 | 4 | 10 | 7  | 26 | −19 | 4  |

## Matcher

### Matchdag 1
|             | 2 september 2021 | Kanada                | 1 – 1           | Honduras                   | BMO Field                                                 |                                                           |
| 20:05 UTC−4 | 20:05 UTC−4      | Cyle Larin 66′ (str.) | (0 – 1) Rapport | 40′ (str.) Alexander López | Toronto Publik: 14 822 Domare: Fernando Guerrero (Mexiko) | Toronto Publik: 14 822 Domare: Fernando Guerrero (Mexiko) |
| 20:05 UTC−4 | 20:05 UTC−4      |                       |                 |                            | Toronto Publik: 14 822 Domare: Fernando Guerrero (Mexiko) | Toronto Publik: 14 822 Domare: Fernando Guerrero (Mexiko) |
| 20:05 UTC−4 | 20:05 UTC−4      |                       |                 |                            | Toronto Publik: 14 822 Domare: Fernando Guerrero (Mexiko) | Toronto Publik: 14 822 Domare: Fernando Guerrero (Mexiko) |

|             | 2 september 2021 | Panama | 0 – 0   | Costa Rica | Estadio Rommel Fernández                                     |                                                              |
| 20:05 UTC−5 | 20:05 UTC−5      |        | Rapport |            | Panama City Publik: 14 000 Domare: Iván Barton (El Salvador) | Panama City Publik: 14 000 Domare: Iván Barton (El Salvador) |
| 20:05 UTC−5 | 20:05 UTC−5      |        |         |            | Panama City Publik: 14 000 Domare: Iván Barton (El Salvador) | Panama City Publik: 14 000 Domare: Iván Barton (El Salvador) |
| 20:05 UTC−5 | 20:05 UTC−5      |        |         |            | Panama City Publik: 14 000 Domare: Iván Barton (El Salvador) | Panama City Publik: 14 000 Domare: Iván Barton (El Salvador) |

|             | 2 september 2021 | Mexiko                           | 2 – 1           | Jamaica              | Aztekastadion                                         |                                                       |
| 21:00 UTC−5 | 21:00 UTC−5      | Alexis Vega 50′ Henry Martín 89′ | (0 – 0) Rapport | 65′ Shamar Nicholson | Mexico City Publik: 0 Domare: Selvin Brown (Honduras) | Mexico City Publik: 0 Domare: Selvin Brown (Honduras) |
| 21:00 UTC−5 | 21:00 UTC−5      |                                  |                 |                      | Mexico City Publik: 0 Domare: Selvin Brown (Honduras) | Mexico City Publik: 0 Domare: Selvin Brown (Honduras) |
| 21:00 UTC−5 | 21:00 UTC−5      |                                  |                 |                      | Mexico City Publik: 0 Domare: Selvin Brown (Honduras) | Mexico City Publik: 0 Domare: Selvin Brown (Honduras) |

|             | 2 september 2021 | El Salvador | 0 – 0   | USA | Estadio Cuscatlán                                                      |                                                                        |
| 20:05 UTC−6 | 20:05 UTC−6      |             | Rapport |     | San Salvador Publik: 29 000 Domare: Juan Gabriel Calderon (Costa Rica) | San Salvador Publik: 29 000 Domare: Juan Gabriel Calderon (Costa Rica) |
| 20:05 UTC−6 | 20:05 UTC−6      |             |         |     | San Salvador Publik: 29 000 Domare: Juan Gabriel Calderon (Costa Rica) | San Salvador Publik: 29 000 Domare: Juan Gabriel Calderon (Costa Rica) |
| 20:05 UTC−6 | 20:05 UTC−6      |             |         |     | San Salvador Publik: 29 000 Domare: Juan Gabriel Calderon (Costa Rica) | San Salvador Publik: 29 000 Domare: Juan Gabriel Calderon (Costa Rica) |

### Matchdag 2
|             | 5 september 2021 | Jamaica | 0 – 3           | Panama                                                        | Independence Park                             |                                               |
| 17:00 UTC−5 | 17:00 UTC−5      |         | (0 – 2) Rapport | 14′ Andrés Andrade 39′ Rolando Blackburn 81′ Cecilio Waterman | Kingston Domare: Ismael Cornejo (El Salvador) | Kingston Domare: Ismael Cornejo (El Salvador) |
| 17:00 UTC−5 | 17:00 UTC−5      |         |                 |                                                               | Kingston Domare: Ismael Cornejo (El Salvador) | Kingston Domare: Ismael Cornejo (El Salvador) |
| 17:00 UTC−5 | 17:00 UTC−5      |         |                 |                                                               | Kingston Domare: Ismael Cornejo (El Salvador) | Kingston Domare: Ismael Cornejo (El Salvador) |

|             | 5 september 2021 | El Salvador | 0 – 0   | Honduras | Estadio Cuscatlán                                        |                                                          |
| 17:00 UTC−6 | 17:00 UTC−6      |             | Rapport |          | San Salvador Domare: Walter López Castellanos (Honduras) | San Salvador Domare: Walter López Castellanos (Honduras) |
| 17:00 UTC−6 | 17:00 UTC−6      |             |         |          | San Salvador Domare: Walter López Castellanos (Honduras) | San Salvador Domare: Walter López Castellanos (Honduras) |
| 17:00 UTC−6 | 17:00 UTC−6      |             |         |          | San Salvador Domare: Walter López Castellanos (Honduras) | San Salvador Domare: Walter López Castellanos (Honduras) |

|             | 5 september 2021 | Costa Rica | 0 – 1           | Mexiko                      | Estadio Nacional                     |                                      |
| 17:00 UTC−6 | 17:00 UTC−6      |            | (0 – 1) Rapport | 45+1′ (str.) Orbelín Pineda | San José Domare: Ismail Elfath (USA) | San José Domare: Ismail Elfath (USA) |
| 17:00 UTC−6 | 17:00 UTC−6      |            |                 |                             | San José Domare: Ismail Elfath (USA) | San José Domare: Ismail Elfath (USA) |
| 17:00 UTC−6 | 17:00 UTC−6      |            |                 |                             | San José Domare: Ismail Elfath (USA) | San José Domare: Ismail Elfath (USA) |

|             | 5 september 2021 | USA                  | 1 – 1           | Kanada         | Nissan Stadium                                           |                                                          |
| 19:00 UTC−5 | 19:00 UTC−5      | Brenden Aaronson 55′ | (0 – 0) Rapport | 62′ Cyle Larin | Nashville Publik: 43 028 Domare: Oshane Nation (Jamaica) | Nashville Publik: 43 028 Domare: Oshane Nation (Jamaica) |
| 19:00 UTC−5 | 19:00 UTC−5      |                      |                 |                | Nashville Publik: 43 028 Domare: Oshane Nation (Jamaica) | Nashville Publik: 43 028 Domare: Oshane Nation (Jamaica) |
| 19:00 UTC−5 | 19:00 UTC−5      |                      |                 |                | Nashville Publik: 43 028 Domare: Oshane Nation (Jamaica) | Nashville Publik: 43 028 Domare: Oshane Nation (Jamaica) |

### Matchdag 3
|             | 8 september 2021 | Kanada                                                    | 3 – 0           | El Salvador | BMO Field                                                   |                                                             |
| 19:30 UTC−4 | 19:30 UTC−4      | Atiba Hutchinson 6′ Jonathan David 11′ Tajon Buchanan 59′ | (2 – 0) Rapport |             | Toronto Publik: 15 000 Domare: Ricardo Montero (Costa Rica) | Toronto Publik: 15 000 Domare: Ricardo Montero (Costa Rica) |
| 19:30 UTC−4 | 19:30 UTC−4      |                                                           |                 |             | Toronto Publik: 15 000 Domare: Ricardo Montero (Costa Rica) | Toronto Publik: 15 000 Domare: Ricardo Montero (Costa Rica) |
| 19:30 UTC−4 | 19:30 UTC−4      |                                                           |                 |             | Toronto Publik: 15 000 Domare: Ricardo Montero (Costa Rica) | Toronto Publik: 15 000 Domare: Ricardo Montero (Costa Rica) |

|             | 8 september 2021 | Panama                | 1 – 1           | Mexiko           | Estadio Rommel Fernández                                     |                                                              |
| 19:05 UTC−5 | 19:05 UTC−5      | Rolando Blackburn 28′ | (1 – 0) Rapport | 76′ Jesús Corona | Panama City Publik: 16 000 Domare: Mario Escobar (Guatemala) | Panama City Publik: 16 000 Domare: Mario Escobar (Guatemala) |
| 19:05 UTC−5 | 19:05 UTC−5      |                       |                 |                  | Panama City Publik: 16 000 Domare: Mario Escobar (Guatemala) | Panama City Publik: 16 000 Domare: Mario Escobar (Guatemala) |
| 19:05 UTC−5 | 19:05 UTC−5      |                       |                 |                  | Panama City Publik: 16 000 Domare: Mario Escobar (Guatemala) | Panama City Publik: 16 000 Domare: Mario Escobar (Guatemala) |

|             | 8 september 2021 | Costa Rica     | 1 – 1           | Jamaica              | Estadio Nacional                                     |                                                      |
| 19:00 UTC−6 | 19:00 UTC−6      | Jimmy Marín 3′ | (1 – 0) Rapport | 47′ Shamar Nicholson | San José Publik: 3 000 Domare: Drew Fischer (Kanada) | San José Publik: 3 000 Domare: Drew Fischer (Kanada) |
| 19:00 UTC−6 | 19:00 UTC−6      |                |                 |                      | San José Publik: 3 000 Domare: Drew Fischer (Kanada) | San José Publik: 3 000 Domare: Drew Fischer (Kanada) |
| 19:00 UTC−6 | 19:00 UTC−6      |                |                 |                      | San José Publik: 3 000 Domare: Drew Fischer (Kanada) | San José Publik: 3 000 Domare: Drew Fischer (Kanada) |

|             | 8 september 2021 | Honduras         | 1 – 4           | USA                                                                                | Estadio Olímpico Metropolitano                                          |                                                                         |
| 20:30 UTC−6 | 20:30 UTC−6      | Brayan Moya mål′ | (1 – 0) Rapport | 48′ Antonee Robinson 75′ Ricardo Pepi 86′ Brenden Aaronson 90+3′ Sebastian Lletget | San Pedro Sula Publik: 31 000 Domare: Fernando Hernández Gómez (Mexiko) | San Pedro Sula Publik: 31 000 Domare: Fernando Hernández Gómez (Mexiko) |
| 20:30 UTC−6 | 20:30 UTC−6      |                  |                 |                                                                                    | San Pedro Sula Publik: 31 000 Domare: Fernando Hernández Gómez (Mexiko) | San Pedro Sula Publik: 31 000 Domare: Fernando Hernández Gómez (Mexiko) |
| 20:30 UTC−6 | 20:30 UTC−6      |                  |                 |                                                                                    | San Pedro Sula Publik: 31 000 Domare: Fernando Hernández Gómez (Mexiko) | San Pedro Sula Publik: 31 000 Domare: Fernando Hernández Gómez (Mexiko) |

### Matchdag 4
|             | 7 oktober 2021 | USA                   | 2 – 0           | Jamaica | Q2 Stadium                                         |                                                    |
| 18:30 UTC−5 | 18:30 UTC−5    | Ricardo Pepi 49′, 62′ | (0 – 0) Rapport |         | Austin Publik: 20 500 Domare: Reon Radix (Grenada) | Austin Publik: 20 500 Domare: Reon Radix (Grenada) |
| 18:30 UTC−5 | 18:30 UTC−5    |                       |                 |         | Austin Publik: 20 500 Domare: Reon Radix (Grenada) | Austin Publik: 20 500 Domare: Reon Radix (Grenada) |
| 18:30 UTC−5 | 18:30 UTC−5    |                       |                 |         | Austin Publik: 20 500 Domare: Reon Radix (Grenada) | Austin Publik: 20 500 Domare: Reon Radix (Grenada) |

|             | 7 oktober 2021 | Honduras | 0 – 0   | Costa Rica | Estadio Olímpico Metropolitano                                  |                                                                 |
| 18:05 UTC−6 | 18:05 UTC−6    |          | Rapport |            | San Pedro Sula Publik: 19 000 Domare: Mario Escobar (Guatemala) | San Pedro Sula Publik: 19 000 Domare: Mario Escobar (Guatemala) |
| 18:05 UTC−6 | 18:05 UTC−6    |          |         |            | San Pedro Sula Publik: 19 000 Domare: Mario Escobar (Guatemala) | San Pedro Sula Publik: 19 000 Domare: Mario Escobar (Guatemala) |
| 18:05 UTC−6 | 18:05 UTC−6    |          |         |            | San Pedro Sula Publik: 19 000 Domare: Mario Escobar (Guatemala) | San Pedro Sula Publik: 19 000 Domare: Mario Escobar (Guatemala) |

|             | 7 oktober 2021 | Mexiko            | 1 – 1           | Kanada              | Aztekastadion                                                   |                                                                 |
| 20:40 UTC−5 | 20:40 UTC−5    | Jorge Sánchez 21′ | (1 – 1) Rapport | 42′ Jonathan Osorio | Mexico City Publik: 61 200 Domare: Ismael Cornejo (El Salvador) | Mexico City Publik: 61 200 Domare: Ismael Cornejo (El Salvador) |
| 20:40 UTC−5 | 20:40 UTC−5    |                   |                 |                     | Mexico City Publik: 61 200 Domare: Ismael Cornejo (El Salvador) | Mexico City Publik: 61 200 Domare: Ismael Cornejo (El Salvador) |
| 20:40 UTC−5 | 20:40 UTC−5    |                   |                 |                     | Mexico City Publik: 61 200 Domare: Ismael Cornejo (El Salvador) | Mexico City Publik: 61 200 Domare: Ismael Cornejo (El Salvador) |

|             | 7 oktober 2021 | El Salvador          | 1 – 0           | Panama | Estadio Cuscatlán                                           |                                                             |
| 20:05 UTC−6 | 20:05 UTC−6    | Enrico Hernández 37′ | (1 – 0) Rapport |        | San Salvador Publik: 10 000 Domare: Oshane Nation (Jamaica) | San Salvador Publik: 10 000 Domare: Oshane Nation (Jamaica) |
| 20:05 UTC−6 | 20:05 UTC−6    |                      |                 |        | San Salvador Publik: 10 000 Domare: Oshane Nation (Jamaica) | San Salvador Publik: 10 000 Domare: Oshane Nation (Jamaica) |
| 20:05 UTC−6 | 20:05 UTC−6    |                      |                 |        | San Salvador Publik: 10 000 Domare: Oshane Nation (Jamaica) | San Salvador Publik: 10 000 Domare: Oshane Nation (Jamaica) |

### Matchdag 5
|             | 10 oktober 2021 | Jamaica | 0 – 0   | Kanada | Independence Park                                      |                                                        |
| 17:00 UTC−5 | 17:00 UTC−5     |         | Rapport |        | Kingston Publik: 0 Domare: Keylor Herrera (Costa Rica) | Kingston Publik: 0 Domare: Keylor Herrera (Costa Rica) |
| 17:00 UTC−5 | 17:00 UTC−5     |         |         |        | Kingston Publik: 0 Domare: Keylor Herrera (Costa Rica) | Kingston Publik: 0 Domare: Keylor Herrera (Costa Rica) |
| 17:00 UTC−5 | 17:00 UTC−5     |         |         |        | Kingston Publik: 0 Domare: Keylor Herrera (Costa Rica) | Kingston Publik: 0 Domare: Keylor Herrera (Costa Rica) |

|             | 10 oktober 2021 | Costa Rica                             | 2 – 1           | El Salvador         | Estadio Nacional                                        |                                                         |
| 16:00 UTC−6 | 16:00 UTC−6     | Bryan Ruiz 52′ Celso Borges 58′ (str.) | (0 – 1) Rapport | 12′ Jairo Henríquez | San José Publik: 5 000 Domare: Said Martínez (Honduras) | San José Publik: 5 000 Domare: Said Martínez (Honduras) |
| 16:00 UTC−6 | 16:00 UTC−6     |                                        |                 |                     | San José Publik: 5 000 Domare: Said Martínez (Honduras) | San José Publik: 5 000 Domare: Said Martínez (Honduras) |
| 16:00 UTC−6 | 16:00 UTC−6     |                                        |                 |                     | San José Publik: 5 000 Domare: Said Martínez (Honduras) | San José Publik: 5 000 Domare: Said Martínez (Honduras) |

|             | 10 oktober 2021 | Panama           | 1 – 0           | USA | Estadio Rommel Fernández                                       |                                                                |
| 17:00 UTC−5 | 17:00 UTC−5     | Aníbal Godoy 54′ | (0 – 0) Rapport |     | Panama City Publik: 21 000 Domare: César Arturo Ramos (Mexiko) | Panama City Publik: 21 000 Domare: César Arturo Ramos (Mexiko) |
| 17:00 UTC−5 | 17:00 UTC−5     |                  |                 |     | Panama City Publik: 21 000 Domare: César Arturo Ramos (Mexiko) | Panama City Publik: 21 000 Domare: César Arturo Ramos (Mexiko) |
| 17:00 UTC−5 | 17:00 UTC−5     |                  |                 |     | Panama City Publik: 21 000 Domare: César Arturo Ramos (Mexiko) | Panama City Publik: 21 000 Domare: César Arturo Ramos (Mexiko) |

|             | 10 oktober 2021 | Mexiko                                                          | 3 – 0           | Honduras | Aztekastadion                                          |                                                        |
| 18:00 UTC−5 | 18:00 UTC−5     | Sebastián Córdova 18′ Rogelio Funes Mori 76′ Hirving Lozano 86′ | (1 – 0) Rapport |          | Mexico City Publik: 70 000 Domare: Ismail Elfath (USA) | Mexico City Publik: 70 000 Domare: Ismail Elfath (USA) |
| 18:00 UTC−5 | 18:00 UTC−5     |                                                                 |                 |          | Mexico City Publik: 70 000 Domare: Ismail Elfath (USA) | Mexico City Publik: 70 000 Domare: Ismail Elfath (USA) |
| 18:00 UTC−5 | 18:00 UTC−5     |                                                                 |                 |          | Mexico City Publik: 70 000 Domare: Ismail Elfath (USA) | Mexico City Publik: 70 000 Domare: Ismail Elfath (USA) |

### Matchdag 6
|             | 13 oktober 2021 | USA                                        | 2 – 1           | Costa Rica        | Lower.com Field                                            |                                                            |
| 19:00 UTC−4 | 19:00 UTC−4     | Sergiño Dest 25′ Leonel Moreira 66′ (sjm.) | (1 – 1) Rapport | 1′ Keysher Fuller | Columbus Publik: 20 165 Domare: Daneon Parchment (Jamaica) | Columbus Publik: 20 165 Domare: Daneon Parchment (Jamaica) |
| 19:00 UTC−4 | 19:00 UTC−4     |                                            |                 |                   | Columbus Publik: 20 165 Domare: Daneon Parchment (Jamaica) | Columbus Publik: 20 165 Domare: Daneon Parchment (Jamaica) |
| 19:00 UTC−4 | 19:00 UTC−4     |                                            |                 |                   | Columbus Publik: 20 165 Domare: Daneon Parchment (Jamaica) | Columbus Publik: 20 165 Domare: Daneon Parchment (Jamaica) |

|             | 13 oktober 2021 | Kanada                                                                                    | 4 – 1           | Panama               | BMO Field                                               |                                                         |
| 19:30 UTC−4 | 19:30 UTC−4     | Michael Amir Murillo 28′ (sjm.) Alphonso Davies 66′ Tajon Buchanan 71′ Jonathan David 78′ | (1 – 1) Rapport | 5′ Rolando Blackburn | Toronto Publik: 26 622 Domare: Armando Villarreal (USA) | Toronto Publik: 26 622 Domare: Armando Villarreal (USA) |
| 19:30 UTC−4 | 19:30 UTC−4     |                                                                                           |                 |                      | Toronto Publik: 26 622 Domare: Armando Villarreal (USA) | Toronto Publik: 26 622 Domare: Armando Villarreal (USA) |
| 19:30 UTC−4 | 19:30 UTC−4     |                                                                                           |                 |                      | Toronto Publik: 26 622 Domare: Armando Villarreal (USA) | Toronto Publik: 26 622 Domare: Armando Villarreal (USA) |

|             | 13 oktober 2021 | Honduras | 0 – 2           | Jamaica                          | Estadio Olímpico Metropolitano                                |                                                               |
| 18:05 UTC−6 | 18:05 UTC−6     |          | (0 – 1) Rapport | 38′ Kemar Roofe 79′ Oniel Fisher | San Pedro Sula Publik: 18 000 Domare: Bryan López (Guatemala) | San Pedro Sula Publik: 18 000 Domare: Bryan López (Guatemala) |
| 18:05 UTC−6 | 18:05 UTC−6     |          |                 |                                  | San Pedro Sula Publik: 18 000 Domare: Bryan López (Guatemala) | San Pedro Sula Publik: 18 000 Domare: Bryan López (Guatemala) |
| 18:05 UTC−6 | 18:05 UTC−6     |          |                 |                                  | San Pedro Sula Publik: 18 000 Domare: Bryan López (Guatemala) | San Pedro Sula Publik: 18 000 Domare: Bryan López (Guatemala) |

|             | 13 oktober 2021 | El Salvador | 0 – 2           | Mexiko                                      | Estadio Cuscatlán                                         |                                                           |
| 20:05 UTC−6 | 20:05 UTC−6     |             | (0 – 1) Rapport | 30′ Héctor Moreno 90+3′ (str.) Raúl Jiménez | San Salvador Publik: 31 000 Domare: Drew Fischer (Kanada) | San Salvador Publik: 31 000 Domare: Drew Fischer (Kanada) |
| 20:05 UTC−6 | 20:05 UTC−6     |             |                 |                                             | San Salvador Publik: 31 000 Domare: Drew Fischer (Kanada) | San Salvador Publik: 31 000 Domare: Drew Fischer (Kanada) |
| 20:05 UTC−6 | 20:05 UTC−6     |             |                 |                                             | San Salvador Publik: 31 000 Domare: Drew Fischer (Kanada) | San Salvador Publik: 31 000 Domare: Drew Fischer (Kanada) |

### Matchdag 7
|             | 12 november 2021 | Honduras                         | 2 – 3           | Panama                                              | Estadio Olímpico Metropolitano               |                                              |
| 19:05 UTC−6 | 19:05 UTC−6      | Alberth Elis 30′ Brayan Moya 59′ | (1 – 0) Rapport | 77′ Cecilio Waterman 81′ César Yanis 85′ Eric Davis | San Pedro Sula Domare: Drew Fischer (Kanada) | San Pedro Sula Domare: Drew Fischer (Kanada) |
| 19:05 UTC−6 | 19:05 UTC−6      |                                  |                 |                                                     | San Pedro Sula Domare: Drew Fischer (Kanada) | San Pedro Sula Domare: Drew Fischer (Kanada) |
| 19:05 UTC−6 | 19:05 UTC−6      |                                  |                 |                                                     | San Pedro Sula Domare: Drew Fischer (Kanada) | San Pedro Sula Domare: Drew Fischer (Kanada) |

|             | 12 november 2021 | El Salvador     | 1 – 1           | Jamaica             | Estadio Cuscatlán                                          |                                                            |
| 20:00 UTC−6 | 20:00 UTC−6      | Alex Roldan 90′ | (0 – 0) Rapport | 82′ Michail Antonio | San Salvador Domare: José Raúl Torres Rivera (Puerto Rico) | San Salvador Domare: José Raúl Torres Rivera (Puerto Rico) |
| 20:00 UTC−6 | 20:00 UTC−6      |                 |                 |                     | San Salvador Domare: José Raúl Torres Rivera (Puerto Rico) | San Salvador Domare: José Raúl Torres Rivera (Puerto Rico) |
| 20:00 UTC−6 | 20:00 UTC−6      |                 |                 |                     | San Salvador Domare: José Raúl Torres Rivera (Puerto Rico) | San Salvador Domare: José Raúl Torres Rivera (Puerto Rico) |

|             | 12 november 2021 | Kanada             | 1 – 0           | Costa Rica | Commonwealth Stadium                                |                                                     |
| 19:05 UTC−7 | 19:05 UTC−7      | Jonathan David 57′ | (0 – 0) Rapport |            | Edmonton Publik: 48 806 Domare: Ismail Elfath (USA) | Edmonton Publik: 48 806 Domare: Ismail Elfath (USA) |
| 19:05 UTC−7 | 19:05 UTC−7      |                    |                 |            | Edmonton Publik: 48 806 Domare: Ismail Elfath (USA) | Edmonton Publik: 48 806 Domare: Ismail Elfath (USA) |
| 19:05 UTC−7 | 19:05 UTC−7      |                    |                 |            | Edmonton Publik: 48 806 Domare: Ismail Elfath (USA) | Edmonton Publik: 48 806 Domare: Ismail Elfath (USA) |

|             | 12 november 2021 | USA                                       | 2 – 0           | Mexiko | TQL Stadium                                                 |                                                             |
| 21:10 UTC−5 | 21:10 UTC−5      | Christian Pulisic 74′ Weston McKennie 85′ | (0 – 0) Rapport |        | Cincinnati Publik: 26 000 Domare: Iván Barton (El Salvador) | Cincinnati Publik: 26 000 Domare: Iván Barton (El Salvador) |
| 21:10 UTC−5 | 21:10 UTC−5      |                                           |                 |        | Cincinnati Publik: 26 000 Domare: Iván Barton (El Salvador) | Cincinnati Publik: 26 000 Domare: Iván Barton (El Salvador) |
| 21:10 UTC−5 | 21:10 UTC−5      |                                           |                 |        | Cincinnati Publik: 26 000 Domare: Iván Barton (El Salvador) | Cincinnati Publik: 26 000 Domare: Iván Barton (El Salvador) |

### Matchdag 8
|             | 16 november 2021 | Jamaica             | 1 – 1           | USA              | Independence Park                                                 |                                                                   |
| 17:00 UTC−5 | 17:00 UTC−5      | Michail Antonio 22′ | (1 – 1) Rapport | 11′ Timothy Weah | Kingston Publik: 4 100 Domare: Juan Gabriel Calderón (Costa Rica) | Kingston Publik: 4 100 Domare: Juan Gabriel Calderón (Costa Rica) |
| 17:00 UTC−5 | 17:00 UTC−5      |                     |                 |                  | Kingston Publik: 4 100 Domare: Juan Gabriel Calderón (Costa Rica) | Kingston Publik: 4 100 Domare: Juan Gabriel Calderón (Costa Rica) |
| 17:00 UTC−5 | 17:00 UTC−5      |                     |                 |                  | Kingston Publik: 4 100 Domare: Juan Gabriel Calderón (Costa Rica) | Kingston Publik: 4 100 Domare: Juan Gabriel Calderón (Costa Rica) |

|             | 16 november 2021 | Costa Rica                           | 2 – 1           | Honduras          | Estadio Nacional                    |                                     |
| 19:05 UTC−6 | 19:05 UTC−6      | Óscar Duarte 20′ Gerson Torres 90+5′ | (1 – 1) Rapport | 35′ Romell Quioto | San José Domare: Jair Marrufo (USA) | San José Domare: Jair Marrufo (USA) |
| 19:05 UTC−6 | 19:05 UTC−6      |                                      |                 |                   | San José Domare: Jair Marrufo (USA) | San José Domare: Jair Marrufo (USA) |
| 19:05 UTC−6 | 19:05 UTC−6      |                                      |                 |                   | San José Domare: Jair Marrufo (USA) | San José Domare: Jair Marrufo (USA) |

|             | 16 november 2021 | Panama                                  | 2 – 1           | El Salvador        | Estadio Rommel Fernández                 |                                          |
| 20:05 UTC−5 | 20:05 UTC−5      | Cecilio Waterman 50′ Freddy Góndola 52′ | (0 – 1) Rapport | 1′ Jairo Henríquez | Panama City Domare: Marco Ortíz (Mexiko) | Panama City Domare: Marco Ortíz (Mexiko) |
| 20:05 UTC−5 | 20:05 UTC−5      |                                         |                 |                    | Panama City Domare: Marco Ortíz (Mexiko) | Panama City Domare: Marco Ortíz (Mexiko) |
| 20:05 UTC−5 | 20:05 UTC−5      |                                         |                 |                    | Panama City Domare: Marco Ortíz (Mexiko) | Panama City Domare: Marco Ortíz (Mexiko) |

|             | 16 november 2021 | Kanada                | 2 – 1           | Mexiko             | Commonwealth Stadium                                      |                                                           |
| 19:05 UTC−7 | 19:05 UTC−7      | Cyle Larin 45+2′, 52′ | (1 – 0) Rapport | 90′ Héctor Herrera | Edmonton Publik: 44 212 Domare: Mario Escobar (Guatemala) | Edmonton Publik: 44 212 Domare: Mario Escobar (Guatemala) |
| 19:05 UTC−7 | 19:05 UTC−7      |                       |                 |                    | Edmonton Publik: 44 212 Domare: Mario Escobar (Guatemala) | Edmonton Publik: 44 212 Domare: Mario Escobar (Guatemala) |
| 19:05 UTC−7 | 19:05 UTC−7      |                       |                 |                    | Edmonton Publik: 44 212 Domare: Mario Escobar (Guatemala) | Edmonton Publik: 44 212 Domare: Mario Escobar (Guatemala) |